# فاصله میان ما و آسمان
فاصله بین ما و آسمان یک فیلم کوتاه یونانی-فرانسوی است که در سال ۲۰۱۹ به کارگردانی واسیلیس ککاتوس ساخته شد. این فیلم، نخل طلای فیلم کوتاه را در جشنواره کن ۲۰۱۹ دریافت کرد.

## طرح داستان
داستان فیلم دربارهٔ دو غریبه است که در یک پمپ بنزین قدیمی به یکدیگر برمی‌خورند. یکی می‌خواهد لاستیک دوچرخه‌اش را باد بزند، دیگری ویلان و سرگردان است. او به۲۲٫۵۰ یورو احتیاج دارد تا خود را به خانه برساند. تلاش می‌کند فاصله میان خودشان تا آسمان را به دیگری بفروشد.

## بازیگران
- Nikos Zeginoglou در نقش پسر ۱[۱]
- Ioko Ioannis Kotidis در نقش پسر ۲

## جوایز
این فیلم در جشنواره کن ۲۰۱۹ برندهٔ نخل طلای فیلم کوتاه شد و نخل دگرباشی فیلم کوتاه را نیز دریافت کرد.